# 하우다 치즈
하우다 치즈(네덜란드어: Goudse kaas 하우드서 카스[*])는 우유로 만든 노란 치즈이다. 이는 네덜란드의 남부 하우다(Gouda)지방에서 유명해서, 그 이름을 따서 만들었지만, 지금은 어디에서나 하우다라고 부른다. "고다 치즈"로 불리기도 하는데, 이는 "하우다"의 영어식 발음인 "가우더(/ˈɡaʊdə/)"나 "구더(/ˈɡuːdə/)"가 잘못 알려진 것이다. 원통으로 만드는 것이 보통이나, 자몽 모양으로 둥글게 만들기도 한다.

## 같이 보기
- 임실 치즈
- 체더 치즈